# Schulenburg (Altmark)
Die Schulenburg war eine mittelalterliche Turmhügelburg (Motte) im Gebiet der heutigen Stadt Salzwedel im Altmarkkreis Salzwedel in Sachsen-Anhalt. Sie liegt in der Nähe des Ortsteils Stappenbeck.

## Lage und Geschichte
Die Burgstelle befindet sich  einige Kilometer südlich von Salzwedel und etwa 3 km westlich des Ortes Stappenbeck auf der rechten Seite der Jeetze. Sie wurde auf einer Art Insel von zwei Armen der Jeetze umflossen erbaut und lag verborgen in den Jeetzesümpfen. Von der früheren Anlage ist heute nur noch ein Erdhügel vorhanden.
Die Burg soll im späten zwölften Jahrhundert errichtet worden sein und sei laut einer Andeutung in einer historischen Schriftquelle von den Salzwedelern um 1214 zerstört worden. Sie war namensgebend für das Adelsgeschlecht derer von der Schulenburg und dessen Stammsitz. Die Namensgebung der Burg Schulenburg leitete sich aus ihrer geographischen Lage und dem mittelhochdeutschen Wort schulen – sich verstecken (engl. to skulk – im Verborgenen lauern) ab. Die Redewendung te der sculenden borch bedeutete „bei der versteckten Burg“, und daraus wurde Schulenburg.

## Forschungsgeschichte
Von der im 14. Jahrhundert zerstörten Mottenanlage ist oberirdisch nichts mehr erhalten. An ihrem früheren Standort finden sich heute Reste des etwa 20 mal 25 Meter großen Burghügels. Bei Nachforschungen im 19. Jahrhundert waren noch Burgturm, Wohnhaus und Keller als Ruinen vorhanden, die damals wohl bei Planierungsarbeiten systematisch abgetragen wurden. Landesdirektor Wilhelm von der Schulenburg richtete seinerzeit die Burgstelle wieder her und grub mittelalterliche Waffen sowie Geräte aus.
Im Jahr 2016 nahm die Universität Göttingen archäologische Untersuchungen an der Burgstelle vor. Dabei wurden Reste des achteckigen Burgturms mit 12 Meter Durchmesser und des Palas entdeckt sowie zum Teil freigelegt, die Fundamente und Wände waren bis zu 1,60 Meter stark. Den Durchmesser der gesamten Burganlage schätzten die untersuchenden Archäologen auf 60 bis 70 Meter.

## Sage
Adalbert Kuhn und Wilhelm Schwartz überlieferten 1848 die Sage von der Zerstörung der Schulenburg. In dem Berg, die alte Schulenburg genannt, sollen die Schulenburgs und ihre Genossen eine Höhle gehabt haben, röverkule genannt, in der ein von ihnen geraubtes Mädchen die Wirtschaft führen musste. Sie konnte sich befreien und nach Stappenbeck flüchten. Daraufhin hat man die Höhle zerstört.